# Mountain Ranch
Mountain Ranch è un census-designated place (CDP) degli Stati Uniti d'America, situato nello Stato della California, nella contea di Calaveras.